# Halmstad BTK
Halmstad BTK är en bordtennisklubb i Halmstad i Sverige. Klubbens damlag har blivit svenska lagmästare 1991, 1992, 1995 och 1996, medan herrarna blev svenska lagmästare 1993, 2003, 2018 och 2022. Bland annat Jörgen Persson och Åsa Svensson har spelat i klubben.
Klubben bildades 27 oktober 1937. Den första i klubben att ta ett SM-guld i något sammanhang var Krister Ericsson som vann junior-SM 1966. Jörgen Persson blev den första att ta ett seniorguld 1986.

## Kända spelare
- Thomas Buza
- Fredrik Håkansson
- Wang Jianfeng
- Jörgen Persson
- Pernilla Pettersson
- Åsa Svensson
- Yang Shafang
- Mattias Falck
- Stina Källberg

### Fotnoter
1. ↑  ”Alla segrare”. Svenska Bordtennisförbundet. Arkiverad från originalet den 14 oktober 2013. https://web.archive.org/web/20131014144752/http://iof1.idrottonline.se/SvenskaBordtennisforbundet/ResultatStatistik/Nationellt/SM/Allasegrare1925-2013/. Läst 15 februari 2015.